# Dead in My Arms
Dead in My Arms es el álbum debut de la banda estadounidense de deathcore, Carnifex. Fue publicado el 12 de julio de 2007 a través de This City Is Burning Records. 

## Historia
Carnifex firmó brevemente con This City Is Burning en 2007, y mientras tanto la banda escribió y grabó Dead in My Arms durante los meses subsecuentes. Tras el lanzamiento del álbum durante el verano, logró vender más de 5,000 copias en su primera semana de lanzamiento, a pesar de la poca publicidad que se le dio. «Collaborating Like Killers», «Love Lies in Ashes», «Slit Wrist Savior» y «Hope Dies with the Decadent» fueron canciones regrabadas que ya habían sio incluidas en el primer EP de la banda, Love Lies in Ashes. 
Las versiones originales distribuidas del álbum incluyen la canción «These Thoughts Become Cages» entre «Intro» y «Slit Wrist Savior», conteniendo 11 pistas en total, y 33 minutos y 15 segundos de duración, sin embargo se eliminó esta canción en reediciones posteriores, reduciendo la duración hasta 30 minutos y 17 segundos.
El disco presenta contenido «mejorado» (enhanced) e incluye el controversial vídeo musical de «Lie to My Face», además de otros contenidos adicionales.

## Lista de canciones
| N.º | Título                                                               | Duración |  |
| 1.  | «Intro»                                                              | 0:41     |  |
| 2.  | «These Thoughts Became Cages» (eliminada de reediciones posteriores) | 2:51     |  |
| 3.  | «Slit Wrist Savior»                                                  | 4:25     |  |
| 4.  | «Hope Dies with the Decadent»                                        | 3:51     |  |
| 5.  | «Lie to My Face»                                                     | 3:02     |  |
| 6.  | «Love Lies in Ashes»                                                 | 3:43     |  |
| 7.  | «A Winter in Remorse»                                                | 3:02     |  |
| 8.  | «Collaborating Like Killers»                                         | 3:54     |  |
| 9.  | «My Heart in Atrophy»                                                | 3:00     |  |
| 10. | «Dead in My Eyes»                                                    | 1:39     |  |
| 11. | «Dead in My Arms»                                                    | 3:26     |  |

## Miembros y personal
Miembros
- Scott Lewis – vocalista
- Steve McMahon – bajo
- Corey Arford – guitarras líder y rítmica
- Shawn Cameron – percusiones

Producción
- Chris «Zeuss» Harris – producción
- Dave Swanson – Mezcla y masterización